# Адад-шум-уцур
Адад-шум-уцур (dIM-MU-ŠEŠ — «Адад, бережи ім'я»; д/н — бл. 1187 до н. е.) — цар Вавилону близько 1222—1187 до н. е. Відновив потугу Вавилонії.

## Життєпис
Походив з Каситської (III Вавилонської) династії. Син царя Каштіліаша IV. Після поразки вавилонян і полону батька близько 1226 року до н. е. втік до Еламу. В подальшому боровся проти ассирійських ставлеників у Вавилоні — Енліль-надін-шумі й Кадашман-Харбе II. Спочатку укріпився в Шумері з резиденцією в Уруці або Ніппурі. Близько 1222 року до н. е. за підтримки еламітів та вавилонян повалив царя Адад-шум-іддіна.
Відновив рівноправний договір з Хеттським царством. Успішно боровся проти ассирійців. Після загибелі царя Тукульті-Нінурти I почав втручатися в справи Ассирії. Відправив образливого листа до царя Ашшур-нірарі III, якого порівняв зі своїми підданими. Адад-шум-уцур завдав поразки Ашшур-нірарі III, потім успішно воював проти його наступника — Енліль-кудуррі-уцура, якого повалив й поставив царем Ассирії Нінурта-апал-Екура.
Ймовірно Адад-шум-уцур зберігав вплив в Ассирії до кінця правління. З невідомих причин відмовився повертатити з Ашшуру до Вавилону статую головного бога Мардука (вивезену Тукульті-Нінуртою I). Натомість звелів спорудити нову статую Мардуку, що було зроблено за наступного вавилонського царя. Помер Адад-шум-уцур близько 1187 року до н. е. Йому спадкував син Мелі-Шипаке.